# 德国联邦铁路V100型柴油机车
{\displaystyle }

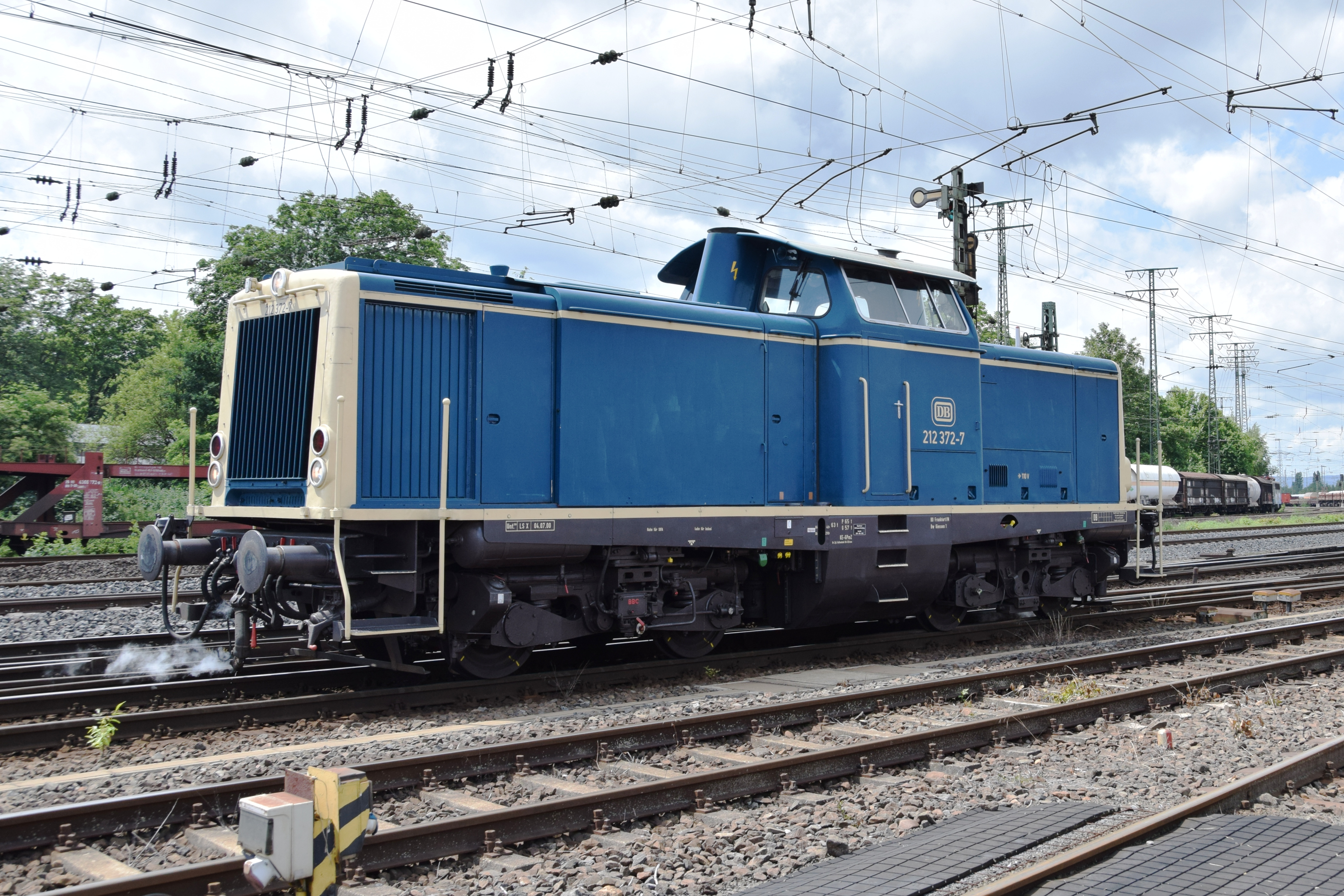
212 372-7

德国铁路V100系列内燃机车是德国联邦铁路与20世纪50年代建造用来在非电气化线路上替代蒸汽机车的。V100型内燃机车有两种不同的版本

## V100.10型/211型
211型是支线通用内燃机车，该型机车是1956年由设在慕尼黑的德国联邦铁路中央办公室与基尔机械工厂（MaK）合作为德国联邦铁路设计制造的。其中的001号到005号装有一台功率809KW的发动机，而006号则装备有一台993Kw功率的发动机。这功率较大的第六台就是100.20型（212）的原型。007号由Mak生产出后送到瑞典进行试验，1959年又卖给德国联邦铁路。1960年，001-005号以及007号被重命名为V100.10以与功率更大的006号相区别。1961年到1963年，基尔机械工厂和其他几家工厂，包括克虏伯和亨舍尔负责该型机车的生产。1968年德国联邦铁路改变机车编号方法，V100.10改称211型。211型在德国铁路合并改组之后又运行了一段时间，至2001年全部退役。

## V100.20型/212、213型
V100.20型/212、213型是V100.10型加大功率的改型，其原型就是功率993KW的006号原型机车。该型机车是可以在干线上使用的型号，而之前的211型则主要用于支线运输。V100.20型从1962年开始生产，至1966年全部381辆入役运行。212型长12.1米（从022号之后长12.3米），重63吨，最高时速100千米。V100。20型从1968年起称212型。
最后一批150辆中的十辆改进了推进装置和刹车系统，被用于调车作业。这些机车就是213型。213型在westerweld的Murgtalbahn 线路上替代了BR82和BR94型蒸汽机车，在1972年又被218型替代。
到2004年，德国铁路公司中的212型机车全部退役，但仍有一些至今还在私人公司中使用。

## 隧道救援列车214/714型
由于 Würzburg 到 Hannover的新建线路上有众多的隧道，所以铁路上急需一批隧道救援车辆。因此，德国联邦铁路开发了隧道紧急救援列车（Tunnelhilfszug 、 TuHi）。1988年五月，第一组隧道救援列车投入使用，为它们选定的牵引机车就是212 244-8（1号）和212 257-0（2号）。到8月，又有一组救援列车投入使用，这一列的1号机车是212 236-4，2号是212 352-9，还有212 271-1作为备用机车。两列救援列车都只能单向使用，每列包括两辆运输车、一辆救火车、一辆急救车和一辆设备车。两辆机车也是不同的，1号机车装有红外線攝影機和视频系统，2大2小四个头灯和黄色警示灯，2号机车则没有装备红外線攝影機。1989年，这五辆车改称214型。
1991年5月29日，Kassel-Wilhelmshöhe 建成通车，这标志着Hannover - Würzburg 以及Mannheim – Stuttgart 高速铁路全线贯通。于是，新的隧道救援车也应到位保障新线路的畅通。因此212 033, 212 046, 212 235, 212 245, 212 246, 212 251, 212 260 和 212 277 也加入了214型的行列。新增加的214型机车不再区分1、2号，以便交换使用。在1992年11月15日的Northeim严重铁路事故后，德国铁路引入了新的救援概念，救援列车也可以在高速铁路之外执行任务，称为“应急列车”。而后，所有214型改名714型。

## 214/262型
2006年11月，阿尔斯通和Gmeinder Lokomotivfabrik Mosbach出台了V100机车现代化方案，其结果——原型车214 110 在2007年的后勤与运输博览会上亮相。根据这种方案，214型改进了车体与转向架的结构，换装新型970 kW引擎，并改称262型。至2008年8月，该型机车共有11辆交付使用。

## 2004年之后的使用状况
在 Railion的最后一辆212型在2004年12月13日退役之后，德国铁路中的V100系列就所剩无几了。现在仍然在使用的，除了牵引救援列车的13台以外，就只剩德国铁路辅助部门（DBG）中的4辆和SüdostBayernBahn使用的一辆了。不过，在2006年，又有12辆退役的212型在安装了功率1000 kW的MTU 8V 4000 R41 发动机后重新入役使用。另有一些该型机车在改装发动机后进入德国及其他国家的其他私人企业运行。

## 文物生涯
2004年退出现役后，211 023, 212 023 和 212 330 号被送进了德国铁路公司自己的博物馆（纽伦堡交通博物馆）里，其中一辆212型是在被一群火车迷保管多年以后也才被博物馆于1993年认领的。2005年10月17日，博物馆不幸失火，里面保存的3辆212型均严重损坏。2006年6、7月间，这些损坏的机车被拆解。现在，一些博物馆和收藏家仍然保有一些V100系列机车，作为这一经典系列的见证。